# Hubert Beck (Ingenieur)
Hubert Beck (* 1. Mai 1926 in Frankfurt am Main; † 8. Januar 1972) war ein deutscher Bauingenieur (Massivbau) und Hochschullehrer an der TH Darmstadt.
Beck studiert 1945 bis 1949 Bauingenieurwesen an der TH Darmstadt. 1949 bis 1955 war er wissenschaftlicher Assistent am Lehrstuhl für Massivbau bei Alfred Mehmel und 1953 wurde er promoviert (Ein Beitrag zum Problem des zweistegigen symmetrischen Plattenbalkens unter einseitiger Belastung). 1954 wurde er Partner im Ingenieurbüro von Alfred Mehmel und im Januar 1957 eröffnete er ein eigenes Ingenieurbüro in Frankfurt. 1957 habilitierte er sich (Ein Beitrag zur Berechnung regelmäßig gegliederter Scheiben) und wurde als Prüfingenieur anerkannt. 1964 wurde er Professor für konstruktiven Ingenieurbau (Statik von Hochbaukonstruktionen) an der Architekturfakultät in Darmstadt und 1966 ordentlicher Professor für Massivbau und Direktor des Instituts für Massivbau.
1965 gründete er das Ingenieurbüro Beck-Gravert-Schneider (BGS), 1971 erweitert durch die Partner König, Rohn und Schmaus.

## Schriften (Auswahl)
- Zusammenwirken von einzelnen Fertigteilen als großflächige Scheibe, DAfStb Heft 224, Ernst und Sohn 1973
- Sicherheitstheoretische Untersuchungen der für die Wirtschaftlichkeit von Hochhäusern maßgebenden Lastannahmen und wirklichkeitsnahe Nutzlasten und Lastabminderungsfaktoren, Berichte aus der Bauforschung, Ernst und Sohn 1973